# Skorpiongiftödla
Skorpiongiftödla (Heloderma horridum) är en giftödla som förekommer i Mexiko och Guatemala. Arten är en av tre giftiga ödlor i världen, gilaödlan, som liksom skorpiongiftödlan ingår i familjen giftödlor (Helodermatidae), och komodovaranen, som hör till familjen varaner, är de andra. Skorpiongiftödlan är nattaktiv och gömmer sig under dagen i hålor och att människor blir bitna av arten är ovanligt. I de fall bett inträffat har det i nästan alla fall berott på att människor försökt hantera djuret eller på annat sätt stört det. Bettet är smärtsamt och bör alltid behandlas av läkare, men inga dödsfall är dokumenterade.

## Kännetecken
Skorpiongiftödlan blir som fullvuxen 75 till 90 centimeter lång inklusive svansen och är därmed större än gilaödlan. Hanarna är störst, de blir upp till 90 centimeter långa och kan väga upp till fyra kilogram. Honorna är mindre, i genomsnitt omkring 75 centimeter långa eller något mer och väger upp till omkring två kilogram. Av dess totala längd utgörs ungefär hälften av svansen.
Kroppen är robust med korta och kraftiga ben försedda med starka klor. Huvudet är brett med platt hjässa. Svansen är tjock eftersom fettreserver lagras där. Fjällen på ovansidan av ödlans kropp är stora och förhårdnade med en upphöjd rundning, något som gett arten dess engelska trivalnamn "beaded lizard" (bead betyder pärla, det syftar på att fjällen är pärlliknande). Fjällen på magen på undersidan av kroppen är mjukare.
Skorpiongiftödlans färgteckning är brun eller svartaktig med gula fläckar. Främst på svansen men även på benen och sidorna av kroppen kan det finnas gula bandformiga teckningar. Unga skorpiongiftödlor har större gula fläckar och tjockare gula band än fullvuxna individer. En underart, H. h. alvarezi, är ofta nästan helt svart till färgen.

## Utbredning
Skorpiongiftödlan förekommer i västra Mexiko från södra Sonora till Chiapas. I Guatemala förekommer skorpiongiftödlor dels i väst i departementet Huehuetenango och dels i sydöst i Montaguadalen i departementet Santa Rosa. Dess habitat är lövfällande skogar, ektallskogar, buskmarker och halvtorra steniga områden med spridd vegetation på en höjd av från omkring 400 till 1 000 meter över havet.
Det finns fyra beskrivna underarter av skorpiongiftödlan. Nominatunderarten H. h. horridum har vidast utbredning och förekommer i västra Mexiko. Underarten Heloderma h. exasperatum har en nordlig utbredning från södra Sonora till norra Sinaloa. Den mörka underarten H. h. alvarezi förekommer i nordvästra Huehuetenango i Guatemala och närliggande Chiapas i Mexiko. Fjärde underarten, H. h. charlesbogerti, förekommer isolerat i Montaguadalen i sydöstra Guatemala.

## Status
Av Internationella naturvårdsunionen är skorpionödlan klassificera som livskraftig. Arten kan hotas av habitatförlust inom delar av sitt utbredningsområde och den kan ibland dödas av människor på grund av rädsla för att den är giftig men populationen som helhet anses vara tillräckligt stor för att artens fortlevnad inte ska vara hotad. Därtill är den skyddad enligt lag i både Mexiko och Guatemala och förekommer i ett antal skyddade områden. Skorpiongiftödlan är även skyddad enligt CITES lista appendix II om handel med växter och djur. Underarten H. h. charlesbogerti som är den mest sällsynta och har begränsad utbredning är skyddad av CITES enligt appendix I.

## Levnadssätt
Skorpiongiftödlan är nattaktiv och gömmer sig under dagen i hålor, antingen i en håla som den grävt själv eller i en tom håla som den hittat som kanske grävts av något annat djur. Framåt skymningen kommer den fram för att söka föda. Den rör sig främst på marken, men kan också klättra upp i träd. Som fullvuxna är ödlorna rovlevande men äter också ägg vilket är en viktig del i dieten. Till ödlans levande byten hör små fåglar, små däggdjur, groddjur och mindre reptiler, samt insekter och en del andra ryggradslösa djur. När det är gott om föda lagrar skorpiongiftödlorna fett i svansen och bygger på så sätt upp en fettreserv. Om det en period sedan finns dåligt med föda kan ödlan överleva genom att tära på fettreserven. Skorpiongiftödlor dödar sitt byte genom att bita det. Dess gift kan hjälpa den att övermanna de små ryggradsdjur som ingår i dess diet genom att försvaga dem och slutligen döda dem då det påverkar andningen och blodet och orsakar starkt blodtrycksfall. Giftkörtlarna sitter i underkäken och giftet förs över till bytet genom fåror i skorpiongiftödlans tänder när den tuggar.
Utöver prärievargar och vissa rovfåglar har vuxna skorpionödlor få fiender som kan döda dem. För att avskräcka predatorer brukar skorpiongiftödlan öppna käkarna och väsa. Möjligen kan också dess gift verka avskräckande genom smärtan ett bett orsakar.
Fortplantningen är ovipar och honan lägger upp till omkring ett dussin ägg per kull. Parningssäsongen är på våren och äggen läggs ungefär två månader efteråt. Äggen grävs ner i marken och lämnas sedan av honan. Det tar omkring sex månader innan äggen kläcks. Nykläckta ungar är upp till 20 centimeter långa. I fångenskap har individer blivit över tjugotvå år gamla.